# Sergei Wiktorowitsch Awramenko
Sergei Wiktorowitsch Awramenko (russisch Сергей Викторович Авраменко; * 23. Mai 1954 in Ismajil, Ukrainische SSR) ist ein russischer Vizeadmiral.

## Leben
Awramenko absolvierte 1976 die Frunse-Seeoffiziershochschule in Leningrad. Er diente in der Schwarzmeerflotte als Gefechtsabschnittskommandeur und Erster Offizier eines Großen Raketenschiffs. 1990 absolvierte er die Seekriegsakademie N. G. Kusnezow, wurde Kommandant eines Schiffes, später Stabschef und stellvertretender Kommandeur einer Schiffsbrigade und dann Kommandeur einer Schiffsbrigade der Schwarzmeerflotte. Ab Oktober 2002 fand er als Stabschef und 1. Stellvertreter des Kommandeurs der Primorsker Flottille gemischter Kräfte der Pazifikflotte Verwendung. Anschließend wurde er Kommandeur der Flottille. Am 3. Juni 2005 übernahm er den Posten des stellvertretenden Kommandeurs der Pazifikflotte. Im Oktober 2005 leitete er Schiffsgeschwader der russischen Pazifikflotte, das an gemeinsamen Flottenmanövern mit der indischen Marine (INDRA 2005) teilnahm. Es fanden Flottenbesuche in Indonesien, Thailand, Singapur und Vietnam statt.